# 苓北町

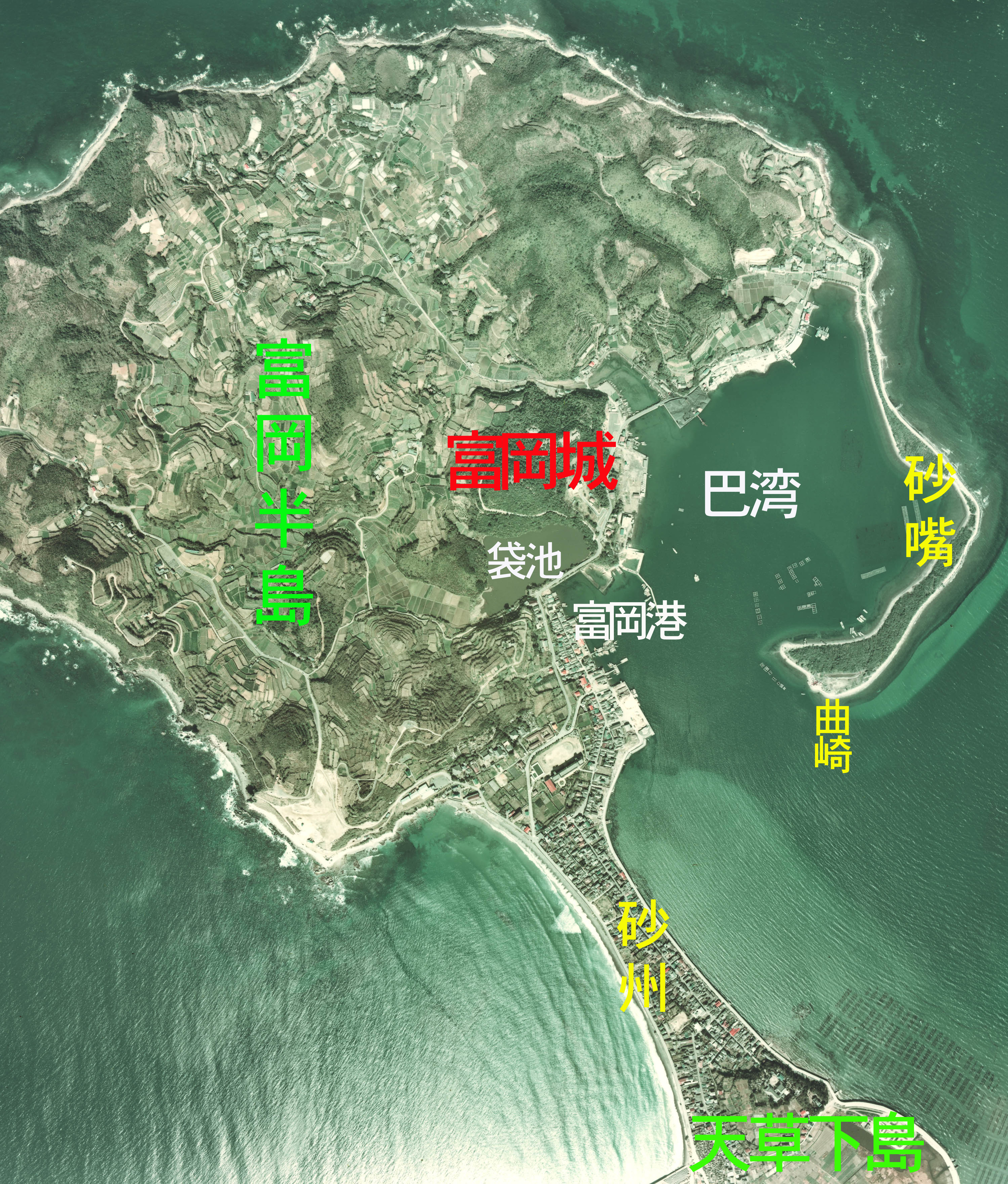
富岡城並びに苓北町中心部の航空写真

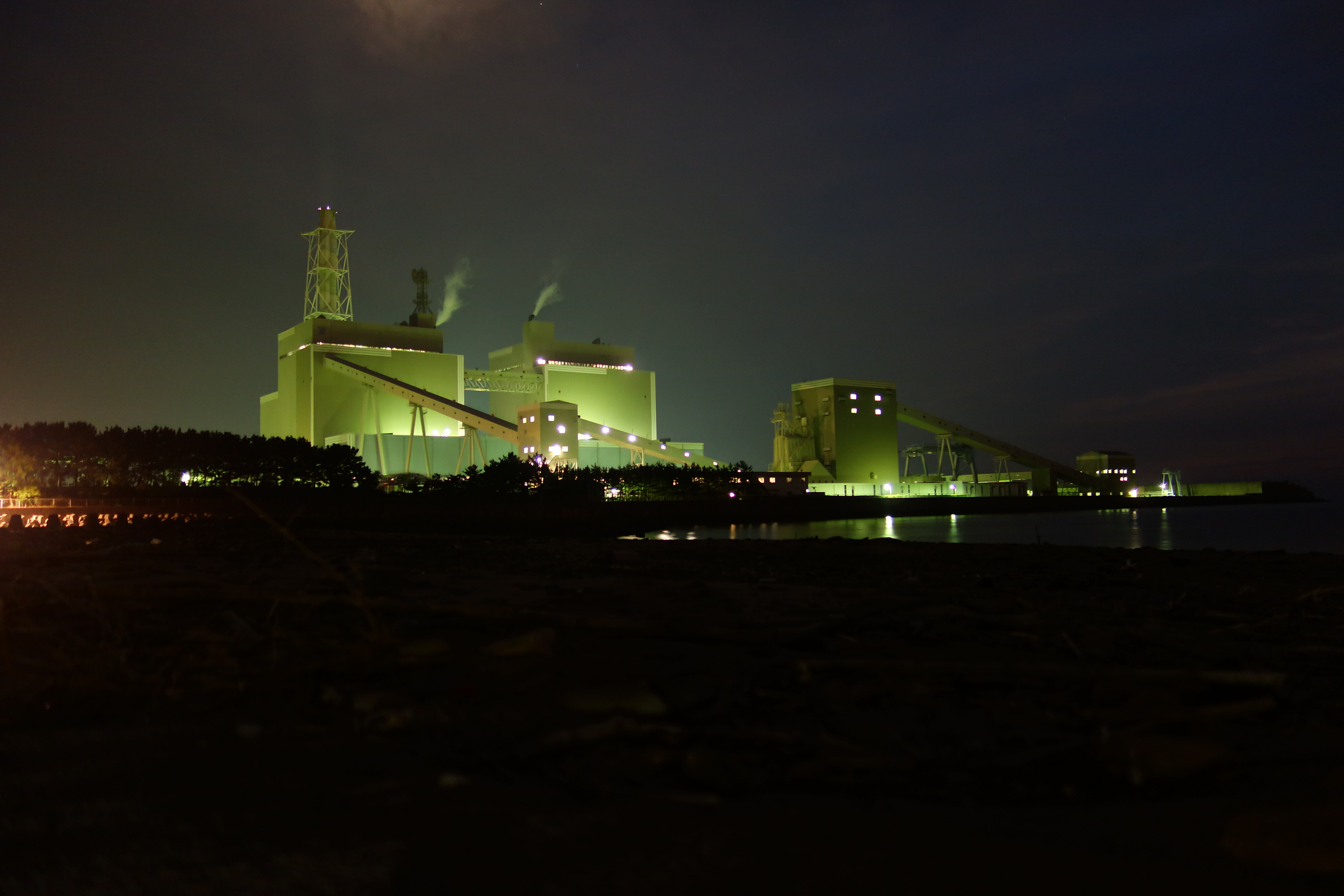
苓北火力発電所

苓北町（れいほくまち）は、熊本県の西部、天草諸島の下島の北西部にある町。天草郡に属す。

## 概要

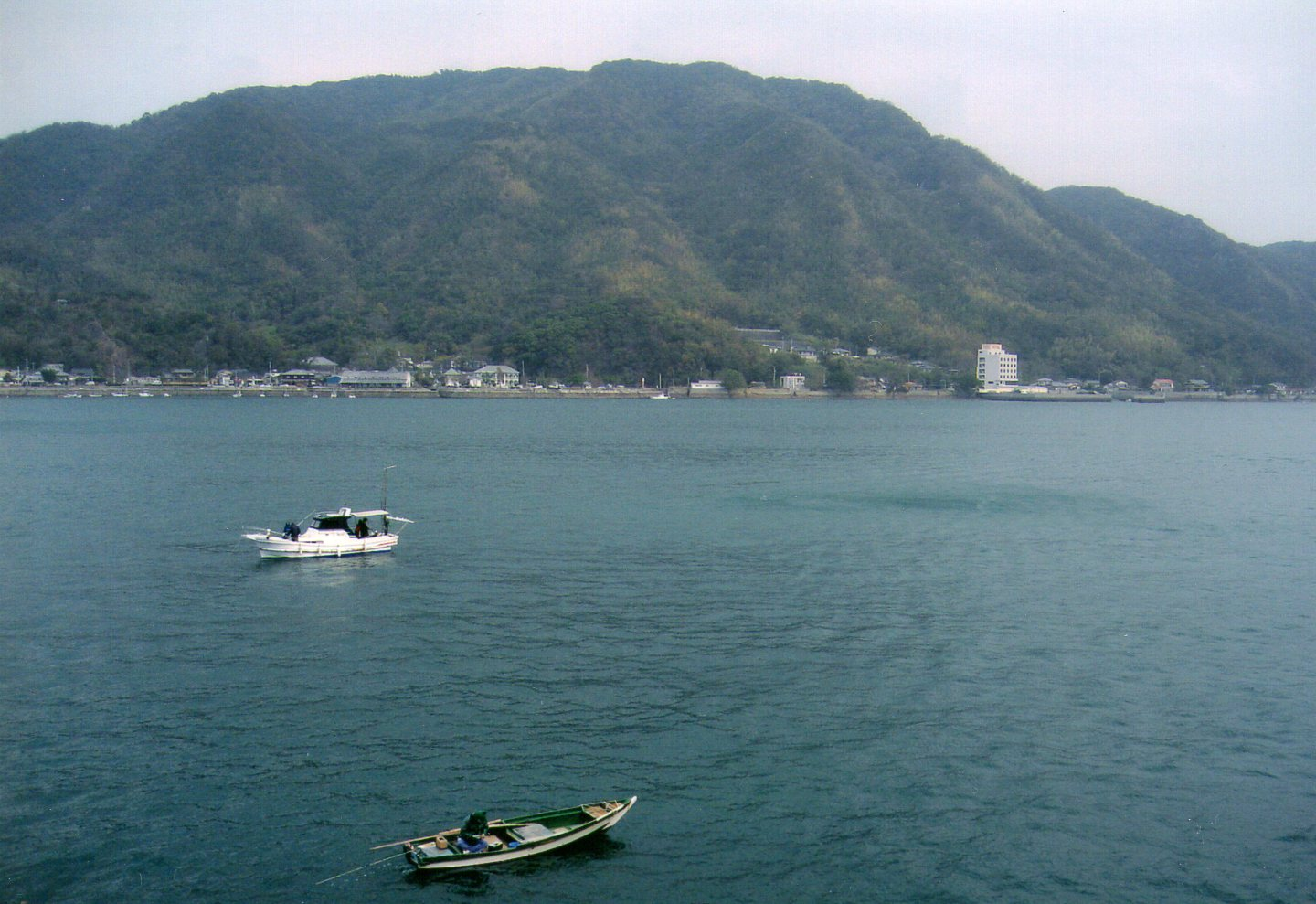
富岡側からの巴湾

天草諸島の1つ、下島の北西端に位置しており、西は天草灘、北は千々石灘に面する。東西の長さが9.76キロメートル、南北の長さが12.3キロメートルであり、総面積は67.09平方キロメートルである。町名は「苓州（天草諸島の異称）」の北部にある事に由来している。
細長く突き出た富岡半島は陸繋島として知られる。半島から伸びた砂嘴の巴崎は小天橋とも呼ばれ、県指定の天然記念物ハマジンチョウが群生する。早崎瀬戸はミナミハンドウイルカのイルカウォッチングで知られ、旧富岡町にはイソモク、マメタワラ、ヤツマタモク、アカモク等の藻場が存在している。

### 隣接市町村
- 天草市

### 地名
- 坂瀬川(旧坂瀬川村)
- 内田(旧志岐村)
- 上津深江(旧志岐村)
- 志岐(旧志岐村)
- 白木尾(旧志岐村)
- 年柄(旧志岐村)
- 富岡(旧富岡町)
- 都呂々(旧都呂々村)

## 歴史
数百年にわたって天草の中心地だった。1205年志岐光弘が志岐六ヶ浦ノ地頭となり、坂瀬川、志岐、都呂々、富岡を含む天草下島の北部一帯を約400年統治する。
戦国時代末期には全盛期を迎える。キリシタン大名志岐麟泉はイエズス会の宣教師を招いて布教を許し、キリシタンを受け入れた。これを通じて麟泉は南蛮貿易を行おうとしたが、実現はしなかった。
江戸時代には富岡に代官所が置かれ、約270年間天草全土の郡政を治め、天草の政治、経済、文化の中心地として繁栄した。
1914年（大正3年）、1927年（昭和2年）の台風接近時には高潮の被害に見舞われ、海岸線付近の人家や田畑に壊滅的な被害が生じた。
1953年（昭和28年）の町村合併促進法施行により、天草郡坂瀬川村、志岐村、富岡町、都呂々村の4町村の合併の機運が高まり、1955年（昭和30年）1月1日、都呂々村を除く3町村が合併、苓北町が誕生した。翌年、都呂々村が編入合併され、現在の苓北町となる。

### 年表
- 1955年1月1日 天草郡富岡町、坂瀬川村、志岐村が合併し、苓北町が発足。
- 1956年9月30日 - 都呂々村を編入。
- 1962年10月19日 - 町章を制定する[4]。

## 経済

### 産業
江戸時代から単味で磁器化する天草陶石の産地として知られており、今日でも磁器の原料として富岡港から大量に出荷されている。
第二次世界大戦の前後には、天草炭田の一角を占める炭鉱が点在していた。一部炭鉱の坑道は海面下に伸びていたため、1954年（昭和29年）2月20日、志岐炭鉱では掘削を誤り坑道に海水が流入して36人が死亡する事故も起きた。
1990年代には九州電力苓北火力発電所が西海岸に建設され、その出力は熊本県内の電力需要の約3分の2をまかなうほどである。そのため町の財政は豊かで、天草市に合併しなかった。

## 姉妹都市・提携都市

### 国内
- 佐賀県唐津市
  - 1994年10月1日姉妹都市提携

## 地域

### 人口
| |                                        |  |
| 苓北町と全国の年齢別人口分布（2005年） | 苓北町の年齢・男女別人口分布（2005年） |  |
| ■紫色 ― 苓北町 ■緑色 ― 日本全国 | ■青色 ― 男性 ■赤色 ― 女性              |  |
| 苓北町（に相当する地域）の人口の推移 \| 1970年（昭和45年） \| 12,445人 \| \| \| 1975年（昭和50年） \| 11,445人 \| \| \| 1980年（昭和55年） \| 10,897人 \| \| \| 1985年（昭和60年） \| 10,621人 \| \| \| 1990年（平成2年） \| 9,916人 \| \| \| 1995年（平成7年） \| 9,613人 \| \| \| 2000年（平成12年） \| 9,436人 \| \| \| 2005年（平成17年） \| 8,927人 \| \| \| 2010年（平成22年） \| 8,314人 \| \| \| 2015年（平成27年） \| 7,739人 \| \| \| 2020年（令和2年） \| 7,114人 \| \| |                                        |  |
| 総務省統計局 国勢調査より |                                        |  |
| 1970年（昭和45年） | 12,445人                               |  |
| 1975年（昭和50年） | 11,445人                               |  |
| 1980年（昭和55年） | 10,897人                               |  |
| 1985年（昭和60年） | 10,621人                               |  |
| 1990年（平成2年） | 9,916人                                |  |
| 1995年（平成7年） | 9,613人                                |  |
| 2000年（平成12年） | 9,436人                                |  |
| 2005年（平成17年） | 8,927人                                |  |
| 2010年（平成22年） | 8,314人                                |  |
| 2015年（平成27年） | 7,739人                                |  |
| 2020年（令和2年） | 7,114人                                |  |

### 行政
- 町長: 山﨑秀典[6]

### 教育
大学
- 九州大学大学院理学府附属臨海実験所（富岡城址内）

高等学校
- 熊本県立天草拓心高等学校（マリン校舎）

中学校
- 苓北町立苓北中学校

小学校
- 苓北町立志岐小学校
- 苓北町立坂瀬川小学校
- 苓北町立富岡小学校
- 苓北町立都呂々小学校

特別支援学校
- 熊本県立苓北養護学校

## 交通
空港・鉄道路線なし。
- 最寄り空港は天草飛行場。
- 最寄り鉄道駅は三角駅及び長崎駅。

### バス路線

#### 一般路線バス
- 産交バス - 天草市中心部との間に運行。
  - 本渡BC - 労働庁舎-鬼池港 - 苓北町役場 - 富岡港

### 道路
高速道路なし。

#### 一般国道
- 国道324号
- 国道389号

#### 主要地方道
- 熊本県道44号本渡苓北線

#### 一般県道
- 熊本県道281号坂瀬川御領線
- 熊本県道284号坂瀬川鬼池港線
- 熊本県道296号円通寺志岐線
- 熊本県道286号都呂々宮地岳線
- 熊本県道293号福連木都呂々線

### 航路
- 富岡港 - 茂木港（長崎県長崎市）

2011年9月末まで苓北町有フェリーにより「フェリーきずな」（重量200トン弱）が就航していたが採算難で休止となり、旅客専用の高速船プローバー5による運航となったが、2013年10月に休止となった。その後地元の漁業関係者を中心に設立された苓北観光汽船により海上タクシーが就航したが、2014年4月1日より新造の高速船「KizunaⅡ」での運航となった。
2016年3月3日の参議院予算委員会にて秋野公造参議院議員による茂木-富岡航路を離島航路の特例として認めるべきではないかとの質疑に対して、石井啓一国土交通大臣は「国の離島航路補助の対象となる可能性はある」と答弁し、現在、同航路は離島航路補助事業を受けることができるようになっている。

## 名所・旧跡・観光スポット・祭事・催事
- 富岡城跡
- 志岐城跡
- 妙見の滝

## 出身者
- 諸谷義武 (1907-2002) - 政治家・元長崎市長
- 田嶋幸三 (1957-) - サッカー選手・日本サッカー協会会長
- 野田朝次郎 (1872-1942) - 日本人で初めてニュージーランドに移住・帰化した

## ゆかりのある人物
★は故人
- 吉本隆明（思想家、詩人、評論家）- 両親が苓北町出身[11] ★
- 大仁田厚（プロレスラー）- 祖父が苓北町出身[12]
- コスメ・デ・トーレス（宣教師）- 苓北町で死去 ★